# Arnold de Ville

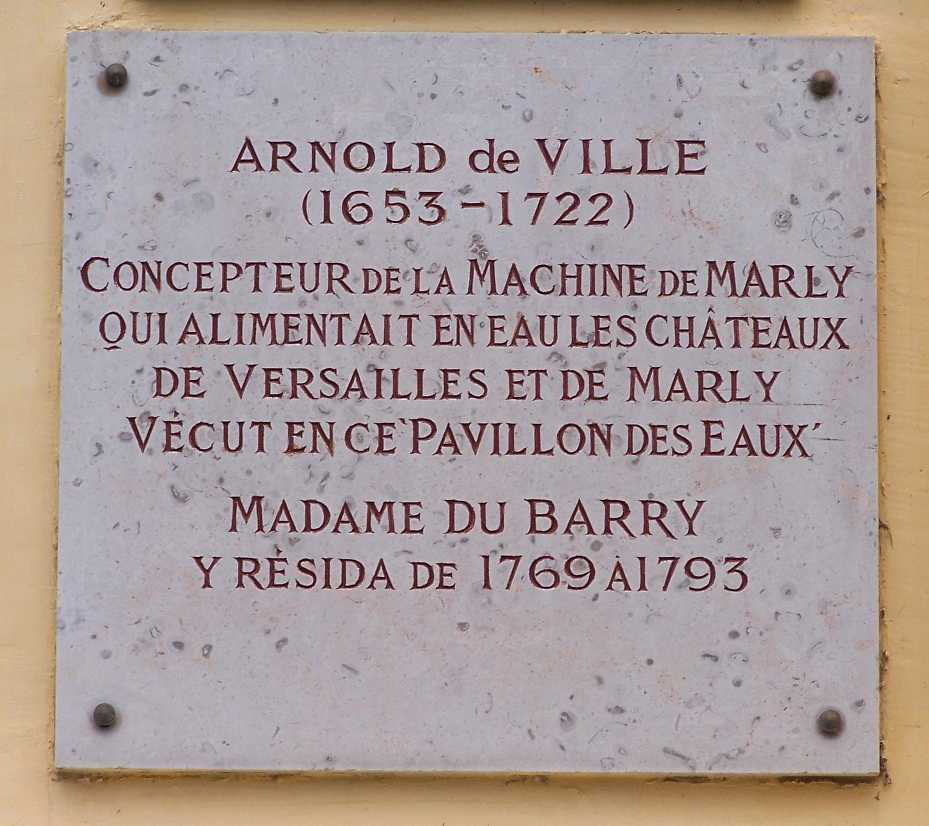
Plaque commémorative sur le Pavillon du gouverneur de la machine

Arnold de Ville, né le 15 mai 1653 à Huy et mort le 22 février 1722 à Modave, est un bourgeois et entrepreneur liégeois. Il fut le promoteur, le maître d'œuvre du projet de la machine de Marly, pompe monumentale sur la Seine, construite par le charpentier liégeois Rennequin Sualem.

## Biographie
Originaire du pays de Liège, il est issu d'une famille bourgeoise de marchands et de notables. Son père, Winand de Ville fut le bourgmestre de Huy et maître de forges. Il suit des études de droit à l'université de Louvain et en sort licencié en droit en 1674. Une fois sorti de l'université, le jeune juriste, âgé de 21 ans, est alors engagé auprès de son ami d'enfance, le comte de Marchin, un protégé du Prince de Condé qui lui confie la gestion de son château de Modave situé non loin de Liège. Le château domine le Hoyoux un affluent de la Meuse; il puise l'eau du Hoyoux.au moyen d'une machine hydraulique.
En 1678, il vient en France pour se mettre au service de Colbert et construit une machine hydraulique à Saint-Maur pour laquelle il fait venir de Liège le charpentier Rennequin Sualem (1645-1708).
Il présente au roi Louis XIV le 11 mai 1679 un projet de machine hydraulique pour le château du Val,. La réussite du projet le conforte dans la gestion de la construction de la machine de Marly destinée depuis la Seine à alimenter le parc du château de Versailles.Les travaux sur le fleuve (berges, îles et voie navigable) ont commencé en mai 1681.

### Machine de Marly
Il réalisa plusieurs plans de ce projet avec Paulus Sualemfrère ainé de Rennequin. Même si certains disent que sa conception en revient à Paulus et Rennequin Sualem, avec une rivalité entre les frères Sualem et de Ville, ainsi que des discussions, poursuivies après leur mort, sur la paternité de la machine il en dirige le chantier entre 1681 et 1685.
Sur le chapitre de la conception, le registre des bâtiments de France donne à de Ville le titre d'ingénieur tandis que Rennequin se voit qualifier de charpentier liégeois. Le plan de la machine dressé par Liévin Creuil en 1688 (c'est-à-dire quand elle est terminée) dit en toutes lettres :"Elle a été construite par ordre du roi, sur les projets et par la direction de M. Le baron de Ville." La Gazette de France de 1682 indique les travaux de la machine comme faits par le Sieur de Ville, gentilhomme liégeois.
Ce chantier assura sa fortune. Louis XIV lui accorda 6 000 livres de gratification par an. En 1686, une fois la machine achevée, le roi lui fit un don de 100 000 livres, une somme considérable pour l'époque, ainsi que de 6 000 livres de "pension extraordinaire" par an. En 1683, le roi lui avait construire un pavillon sur les hauteurs, le Pavillon du gouverneur, situé chemin de la Machine au village de Voisins à Louveciennes que de Ville, devenu gouverneur de la machine, occupera jusqu'à sa mort. En 1768, ce pavillon, agrandi, devient le château de Madame du Barry.
Par la suite, Louis XIV le charge de quelques négociations avec l'évêque de Liège afin de favoriser l'élection du cardinal de Furstenberg au siège épiscopal de Liège.
Par saisie hypothécaire sur les héritiers du cardinal de Furstenberg, Arnold de Ville acquiert en 1706, la seigneurie et le château de Modave.

### Famille
Bien que se présentant comme gentilhomme à la cour de Versailles, Arnold de Ville n'était pas noble. Il fait l'acquisition, pour son père, du titre de baron libre du Saint-Empire,, titre dont il hérita à la mort de celui-ci en 1694.
De son mariage avec Anne Barbe de Courcelles naquit Anne-Marie Barbe de Ville (1713). 
Anne Barbe de Courcelles, "âgée de 88 ans", mourut le 10 mars 1772 à Saint-Ouen-sur-Morin  . 
Anne-Marie Barbe de Ville (1713) épousa Anne-Léon Ier de Montmorency-Fosseux en 1730. Elle mourut en couches en donnant la vie à Anne Léon II de Montmorency-Fosseux. C'est lui qui hérita des biens des de Ville à Huy et à Modave.